# Diecezja Punta Arenas
Diecezja Punta Arenas – rzymskokatolicka diecezja w Chile, zajmująca cały region Magallanes.
Została ustanowiona 27 stycznia 1947 roku.